# جزیره سن ژولیو

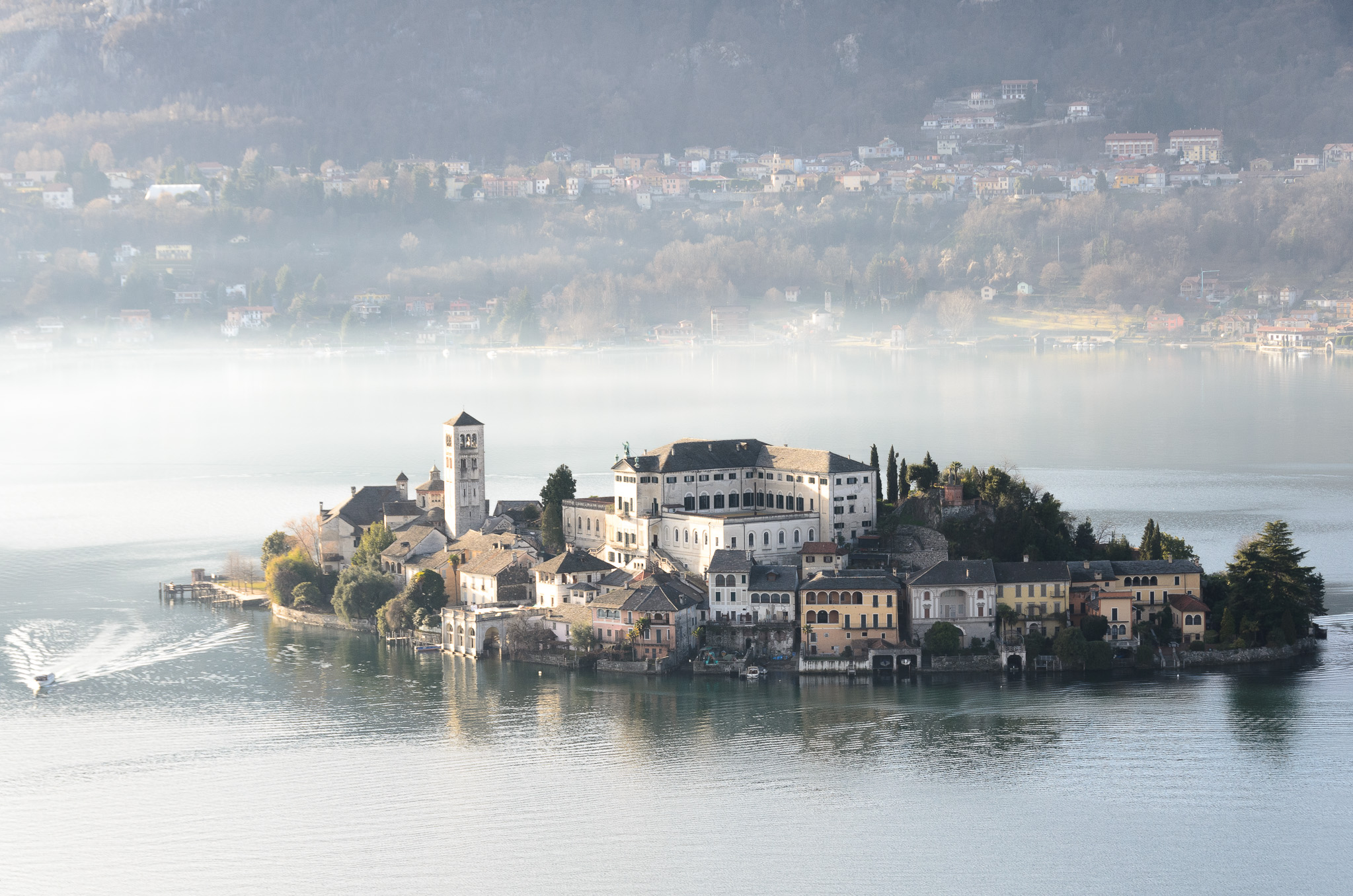
جزیره سن ژولیو

جزیره سن ژولیو یا جزیره سنت ژولیوس ( ایتالیایی: Isola di San Giulio) جزیره‌ای در دریاچه اورتا در پیامونته در شمال غربی ایتالیا است. شمال تا جنوب این جزیره ۲۷۵ متر است و شرق تا غرب جزیره ۱۴۰ متر است. مشهورترین ساختمان جزیره، کلیسای دی سن ژولیو است که در نزدیکی آن مدرسه علمیه تاریخی ( ۱۸۴۰) قرار دارد. از سال ۱۹۷۶ به یک صومعه بندیکتین تبدیل شده است.

جزیره کوچک، درست در غرب روستای ساحلی اورتا سان ژولیو ،که دارای ساختمان‌های بسیار زیبا است جای دارد، و نام خود را از یک قدیس حامی محلی ( ژولیوس نوارا )، که در نیمه دوم سده چهارم می‌زیست، گرفته است.

## تاریخچه
در سده پنجم، یک نمازخانه کوچک در جزیره برپا شد، احتمالاً به یاد مبشری سنت ژولیوس، که در آنجا درگذشت. از یافته‌های باستان شناسی، مشخص شده است که یک کلیسای نو و بزرگتر در سده ششم وجود داشته است.
تقریباً در همان زمان، یک ساختمان هشت ضلعی - احتمالاً یک تعمیدگاه - در میان جزیره ساخته شد. هر اثری از آن در سده نوزدهم زمانی که ساختمان بزرگ علمیه ساخته شد ناپدید شده. در سده دوازدهم، یک کلیسای رومی نو ساخته شد، بنابراین کلیسای پیشین تا حدی دگرگون شد.
اصلاح طلب مذهبی ویلیام ولپیانو‌ (سنت ویلیام دیژون) در سال ۹۶۲ در این جزیره در قلعه مستحکمی واقع در جزیره به دنیا آمد که دیوارهای بزرگ آن از نام همسر پادشاه برنگاریو دوم "دیوارهای ملکه ویلا " نامیده می شد.